# Dehri
Dehri là một thành phố và khu đô thị của quận Rohtas thuộc bang Bihar, Ấn Độ.

## Địa lý
Dehri có vị trí 24°52′B 84°11′Đ / 24,87°B 84,18°Đ Nó có độ cao trung bình là 99 mét (324 feet).

## Nhân khẩu
Theo điều tra dân số năm 2001 của Ấn Độ, Dehri có dân số 119.007 người. Phái nam chiếm 53% tổng số dân và phái nữ chiếm 47%. Dehri có tỷ lệ 66% biết đọc biết viết, cao hơn tỷ lệ trung bình toàn quốc là 59,5%: tỷ lệ cho phái nam là 74%, và tỷ lệ cho phái nữ là 57%. Tại Dehri, 15% dân số nhỏ hơn 6 tuổi.